# Ясмін Джан
Ясмін Джан (тур. Yasemin Can; ім'я при народженні — Вівіан Джемутаї (англ. Vivian Jemutai); нар. 11 грудня 1996) — турецька (з 2015) легкоатлетка кенійського походження, яка спеціалізується в бігу на довгі дистанції.

## Спортивні досягнення
Фіналістка двох олімпійських змагань з бігу на 5000 метрів — 6-е місце в 2016 та 8-е місце в 2021.
Фіналістка (7-е місце) олімпійських змагань з бігу на 10000 метрів (2016).
Бронзова призерка в змішаній естафеті на чемпіонаті світу з кросу (2017).
Дворазова чемпіонка Європи у бігу на 10000 метрів (2016, 2022).
Чемпіонка Європи (2016) та срібна призерка чемпіонату Європи (2018) у бігу на 5000 метрів.
Срібна призерка чемпіонату Європи в приміщенні у бігу на 3000 метрів (2017).
Чотириразова чемпіонка Європи з кросу в особистому заліку (2016, 2017, 2018, 2019).
Чемпіонка Європи (2016) та бронзова призерка чемпіонату Європи (2017) з кросу в командному заліку.
Чемпіонка Європи серед молоді у бігу на 5000 та 10000 метрів (2017).
Рекордсменка Туреччини у дисциплінах бігу на довгі дистанції.